# Nama constancei
Nama constancei är en strävbladig växtart som beskrevs av John D. Bacon. Nama constancei ingår i släktet Nama och familjen strävbladiga växter. Inga underarter finns listade i Catalogue of Life.